# Politolana eximia
Politolana eximia is een pissebed uit de familie Cirolanidae. De wetenschappelijke naam van de soort is voor het eerst geldig gepubliceerd in 1890 door Hans Jacob Hansen.